# Draba ochroleuca
Draba ochroleuca är en korsblommig växtart som beskrevs av Aleksandr Andrejevitj Bunge. Draba ochroleuca ingår i släktet drabor, och familjen korsblommiga växter. Inga underarter finns listade i Catalogue of Life.